# غاد ليرنر
غاد ليرنر هو كاتب وصحفي ومقدم تلفزيوني وسياسي إيطالي، ولد في 7 ديسمبر 1954 في بيروت في لبنان. نشط حزبياً في الحزب الديمقراطي.

## وصلات خارجية
- الموقع الرسمي